# Hikaru Midorikawa
Hikaru Midorikawa (jap. 緑川光, Midorikawa Hikaru, * 2. Mai 1968 in Ōtawara, Präfektur Tochigi, Japan) ist ein japanischer Synchronsprecher (Seiyū) und Sänger. Er gehört der Agentur Aoni Production an.
Zu seinen bekanntesten Rollen gehören Tamahome aus Fushigi Yuugi, Schuldig aus Weiß Kreuz, Heero Yuy aus Gundam Wing, Seto Kaiba aus Yu-Gi-Oh, Seiran aus Saiunkoku Monogatari und Edgar J. C. Ashenbert aus Hakushaku to Yōsei.

## Biografie
Nach seinem Abschluss an der Oberschule begann Midorikawa mit seiner Ausbildung zum Synchronsprecher und absolvierte die Aoni Juku in Tokio, eine zu Aoni Production gehörende Synchronsprechschule. Sein Debüt gab er 1988 im Anime Kiteretsu Daihyakka (キテレツ大百科) in dem er mehrere keine Rollen spielte, drei Jahre später verhalf ihm die Rolle des Naoki Shinjō aus Shinseiki GPX Cyber Formula (新世紀GPXサイバーフォーミュラ) zum Durchbruch.
Als Sänger ist Midorikawa an vielen Character-Songs sowie an Vor- und Abspannmusik zu Animes beteiligt, u. a. singt er my fairy von Hakushaku to Yōsei.
Auch hat er eigene Alben veröffentlicht wie Cool und Kazaranai Kokoro no Mama (飾らない心のまま) und als Mitglied in Seiyū-Bands mitgewirkt. So zum Beispiel war er Mitglied der Band E.M.U die aus den Seiyū der Radio-Drama-Serie Sotsugyō M bestand. Die weiteren Mitglieder waren Ryōtarō Okiayu, Nobutoshi Canna (damals: Nobutoshi Hayashi), Hideo Ishikawa und Daisuke Sakaguchi. Die Band wurde 1995 gegründet, veröffentlichte mehrere Alben und Singles und gab diverse Konzerte. Mit dem Ende von Sotsugyō M wurde 2000 auch E.M.U aufgelöst.

## Rollen (Auswahl)

### Anime
| 1988 - Kiteretsu Daihyakka (verschieden kleinere Rollen)(Debüt) 1989 - Dragonball Z (Soldat, Batter) 1991 - Dragon Quest: Dai no Daibōken (Apollo; Derorin) - Shinseiki GPX Cyber Formula (Naoki Shinjō) 1992 - Mikan Enikki (Yukihiko Sasamori) - Nangoku Shōnen Papuwa-kun (Shintarō) - Super Bikkuriman (Rojin Hood) 1993 - Aoki Densetsu Shoot! (Toshihiko Tanaka) - Kidō Senshi Victory Gundam (Lee Ron) - Sailor Moon R (Seijūrō Ginga/Ail) - Slam Dunk (Kaede Rukawa; Ryōji Ikegami) - Umi ga kikoeru (Tadashi Yamao) 1994 - Marmalade Boy (Michael Grant) 1995 - Fushigi Yuugi (Tamahome) - Gundam Wing (Heero Yuy) - Ninku (Genbu) - Slayers (Zelgadis Greywords) 1996 - Saber Marionette (Saber Marionette) 1997 - Pokémon (Daisuke) - Rekka no Honō (Tokiya Mikagami) - Shōjo Kakumei Utena (Sōji Mikage) 1998 - Tales of Destiny (Lion Magnus) - Cowboy Bebop (Lin) - Lost Universe (Rail Claymore) - Saber Marionette (Faust) - Yu-Gi-Oh (Seto Kaiba) (1. Serie) - Weiß Kreuz (Schuldig) 1999 - Great Teacher Onizuka (Yoshito Kikuchi) - Seihō Tenshi Angel Links (Kōsei Hida) 2000 - Brigadoon: Marin & Melan (Makoto Aro) - Detektiv Conan (Tōya Aikawa) 2001 - Final Fantasy Unlimited (Clear) - S-CRY-ed (Ryūhō) - Shaman King (Hao Asakura (500 Jahre früher), Silver) - Star Ocean EX (Allen) 2002 - Atashin’chi (Iwaki) - Chōjūshin Gravion (Raven) - Samurai Deeper Kyo (Migeira) - Tenchi Muyou! GXP (Misao Kuramitsu) - Tokyo Mew Mew (Keiichirō Akasaka) - Wild7 another Bouryaku Unga (Hiba) | 2003 - Bobobo-bo Bo-bobo (Softon) - Gash! (DuFoe) - Ginga Tetsudō Monogatari (David Young) - Tantei Gakuen Q (Sir Anubis) 2004 - Area 88 (TV) (Satoru Kanzaki) - Bōken Ō Bīto (Zenon) - Mahō Shōjo Lyrical Nanoha (Kyōya Takamachi) - Ringu ni Kakero (Skorpion) - Tsuki wa Higashi ni Hi wa Nishi ni: Operation Sanctuary (Naoki Kuzumi) - Yakitate!! Japan (Shizuto Narumi) 2005 - Naruto (Arashi) - Suki na Mono wa Suki Dakara Shōganai!! (Sora Hashiba) - Xenosaga (Wilhelm) 2006 - Air Gear (Kaito Wanijima) - Ayakashi (Tenshu Monogatari) (Zoshonosuke Himekawa) - Demashita! Powerpuff Girls Z (Piano Monster) - Love Get Chu (Minato Ichinose) - Saiunkoku Monogatari (Shi Seiran) - Super Robot Taisen OG Divine Wars (Masaki Andō) 2007 - Sekaiichi Hatsukoi (Kanade Mino) - Clannad (Yūsuke Yoshino) - GeGeGe no Kitarō (Kuro Karasu) - Gin Tama (Sui Minamito) - Mononoke (Noppera-bō) (Mann in Nō-Maske) - Saint Beast (Hōō no Ruka) 2008 - Bleach (Manga) (Makoto Kibune) - Code Geass – Hangyaku no Lelouch R2 (Li Xingke) - Hakushaku to Yōsei (Edgar J. C. Ashenbert) - Kyō kara Maō! (3. Staffel) (Densham von Karbelnikoff) - Persona: Trinity Soul (Akihiko Sanada) 2009 - Dragonball Kai (Tenshinhan) - Lupin III vs Detective Conan (Keith Dan Stinger) - Senjō no Valkyria -VALKYRIA CRONICLES- (Kronprinz) - Slayers Evolution-R (Zelgadis Greywords) 2010 - Togainu no Chi (Shiki) - HeartCatch PreCure! (Dune) 2011 - Nurarihyon no Mago – Sennen Makyō (Hidemoto Keikain) - Fate/Zero (Lancer) 2012 - Kono Danshi, Ningyo Hiroimashita. (Isaki) 2021 - Sk8 the Infinity (Cherry Blossom) - Thomas, die kleine Lokomotive (Oliver, Harvey, Bertie, Tom Tipper) |